# Magdalena Fernández

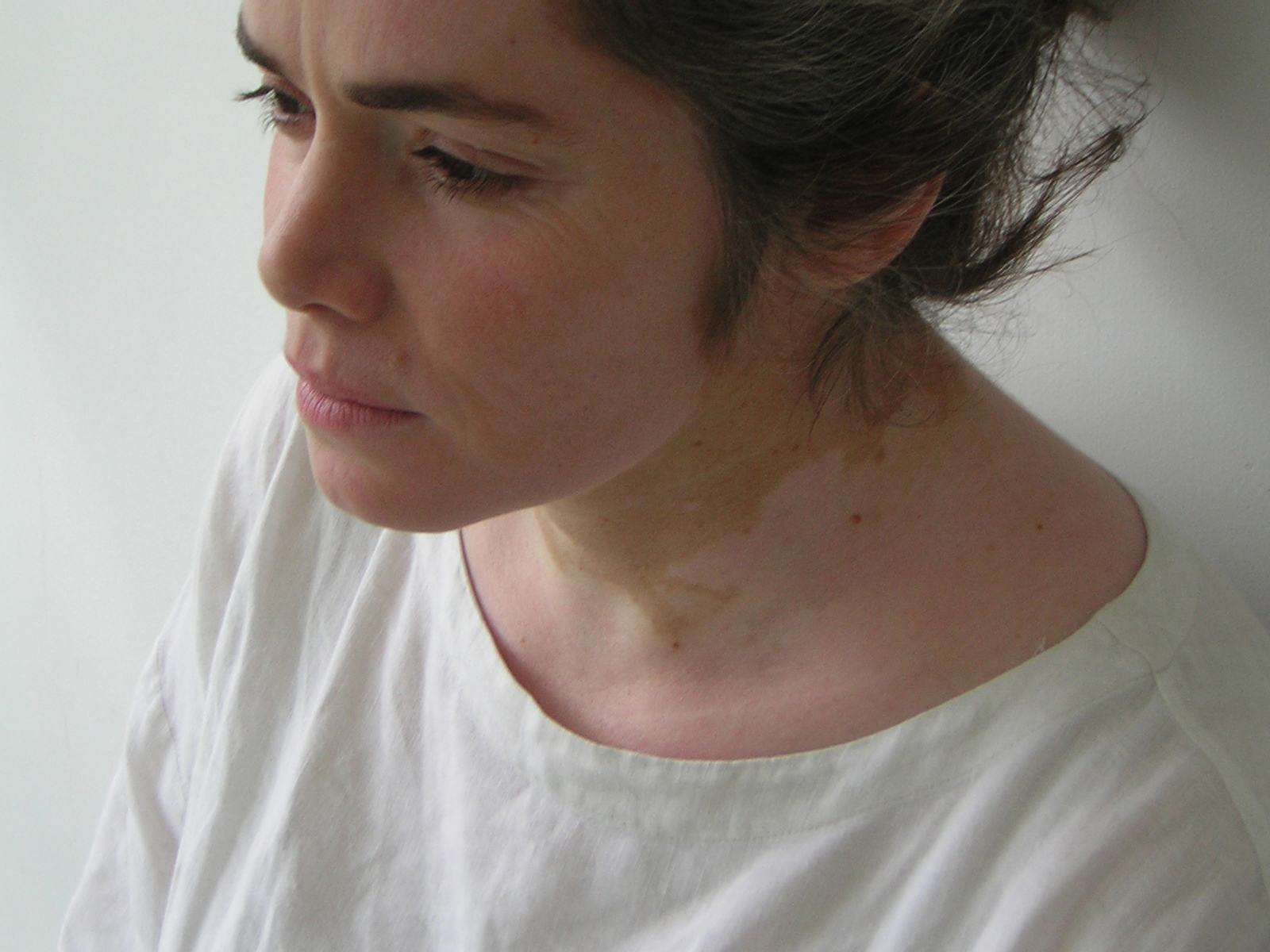
Magdalena Fernandez

Magdalena Fernández (sinh năm 1964) là một nghệ sĩ sắp đặt và truyền thông người Venezuela nổi tiếng với công việc với ánh sáng, âm thanh và sự trừu tượng của thiên nhiên. Tác phẩm của bà đã được triển lãm quốc tế tại Venice Biennale, Bảo tàng Nghệ thuật Đương đại, Los Angeles, và Bảo tàng Mỹ thuật, Houston.
Fernández sinh ra ở Caracas, Venezuela năm 1964. Bà sống và làm việc tại Caracas. Năm 1982, bà học ngành Đồ họa tại Đại học Boston. Từ năm 1983 đến 1984, bà theo học tại Đại học Công giáo Andrés Bello, UCAB, nơi bà theo học ngành giáo dục, đề cập đến vật lý và toán học . Năm 1985, bà gia nhập Học viện Neumann của Venezuela, nơi bà tốt nghiệp chuyên gia thiết kế đồ họa vào năm 1989. Năm 1990, bà bắt đầu tham dự Scuola Bottega của AG Fronzoni tại Milan, Ý, người mà bà đã tham gia một khóa học ở Inscape   và Thiết kế đồ họa cho đến năm 1993. Từ 1990 đến 2000, bà làm việc như một nhà thiết kế đồ họa tự do ở Ý. Vào năm 2001 và từ 2002 đến 2004, bà đã giảng dạy các hội thảo có tên là Phương pháp tiếp cận không gian và thực hành và phê bình về các hệ thống biểu diễn đương đại tại Học viện Đại học Estitarios Superiores de Artes Plásticas Armando Reverón (IUESAPAR) ở Caracas.